# Kompleks skoczni narciarskich w Iwoniczu-Zdroju
Kompleks skoczni narciarskich Górnika Iwonicz – skocznie narciarskie w Iwoniczu-Zdroju położone obok siebie – o punktach konstrukcyjnych K 60, 40 i 20.
Kompleks obiektów należy do klubu Górnik Iwonicz. Największa skocznia jest nieczynna. Obecnie pozostał po niej próg, schody, drewniane fragmenty rozbiegu oraz szkielet wieży sędziowskiej.  Mniejsze skocznie wyremontowano i reaktywowano 18 stycznia 2003. Posiadają one drewniane rozbiegi podparte metalowymi konstrukcjami, belki startowe, metalowe schody na górę oraz schodki przy belce. Po lewej stronie (patrząc od dołu) skoczni K 40 znajduje się nowa, blaszana wieża sędziowska.
Cykliczne zawody na skoczni w Iwoniczu-Zdroju odbywały się na przełomie lat 60/70. Na początku lat 60. Iwonicz-Zdrój był określany jako zimowa stolica województwa rzeszowskiego.
Według opowiadań, na największej skoczni w latach swojej młodości wszystkie punkty pomiarowe przeskoczył niemiecki zawodnik Jens Weißflog.
W pobliżu skoczni znajduje się rzeka Iwonka, basen kąpielowy, a także obelisk upamiętniający poetę Władysława Bełzę.
W ramach Programu PZN, skocznia K 60 ma być gruntownie zmodernizowana, podobnie obiekt K 20.